# Ali MacGraw
Elizabeth Alice "Ali" MacGraw (Pound Ridge, Nova York, 1 d'abril de 1939) és una actriu, model, escriptora estatunidenca. Va guanyar un Globus d'or pel seu paper a Goodbye, Columbus seguit per Love Story de 1970, on tingué una nominació a l'Oscar i un segon Globus d'or.
També és activista en defensa dels drets dels animals.

## Biografia
De pare amb ascendència escocesa i irlandesa i mare jueva-hongaresa, té un germà. Va començar a treballar el 1960 com a assistent de fotografia en la revista de moda Harper's Bazaar, va ser assistent de l'experta en moda Diana Vreeland en la revista Vogue, i com a model i estilista. També va treballar com a decoradora d'interiors.
La seva popularitat va començar amb la pel·lícula Complicitat sexual (1969), però va aconseguir l'estrellat amb la pel·lícula de 1970 Love Story, al costat de Ryan O'Neal, per la qual va ser candidata a l'Óscar a la millor actriu. MacGraw va ser portada de la revista Time. El 24 d'octubre de 1969, es va casar amb el productor de cinema Robert Evans; d'aquest matrimoni va néixer el seu fill, Josh Evans (16 de gener de 1971 a la ciutat de Nova York), que també és actor. La parella es va divorciar el 1972, després que ella iniciés una relació amb Steve McQueen durant el rodatge de la huída (1972). Es van casar el 31 d'agost de 1973, però es van divorciar el 1978.
MacGraw va treballar en altres pel·lícules com Comboi (1978), Passions en joc (1979), Digues-me el que vols (1980), i en les miniseries de televisió China Rose i Vents de guerra. Va escriure la seva autobiografia, Moving Pictures, en la qual descriu els seus problemes amb l'alcohol i la dependència amb els homes. El 1991, la revista People va triar a Ali com una de les 50 dones més belles del món.

## Filmografia
Filmografia:
| Any  | Títol                                         | Paper                | Notes |
| ---- | --------------------------------------------- | -------------------- | --- |
| 1968 | A Lovely Way to Die                           | Melody               | |
| 1969 | Goodbye, Columbus                             | Brenda Patimkin      | Globus d'Or a la millor nova estrella femenina de l'any Nominació − Premi BAFTA al millor novell                               |
| 1970 | Love Story                                    | Jennifer Cavalleri   | David di Donatello a la millor actriu estrangera Globus d'Or a la millor actriu dramàtica Nominació − Oscar a la millor actriu |
| 1972 | La fugida                                     | Carol McCoy          | |
| 1978 | Comboi                                        | Melissa              | |
| 1979 | Players                                       | Nicole Boucher       | |
| 1980 | Just Tell Me What You Want                    | Bones Burton         | |
| 1983 | The Winds of War                              | Natalie Jastrow      | Minisèrie de televisió |
| 1983 | China Rose                                    | Rose                 | Televisió |
| 1985 | Dinastia                                      | Lady Ashley Mitchell | Sèrie de televisió (14 episodis)                                                                                               |
| 1986 | Murder Elite                                  | Diane Baker          | |
| 1992 | Survive the Savage Sea                        | Claire Carpenter     | Telefilm |
| 1993 | Gunsmoke: The Long Ride                       | Oncle Jane Merkel    | Televisió |
| 1994 | Natural Causes                                | Fran Jakes           | |
| 1997 | Glam                                          | Lynn Travers         | |
| 1999 | Get Bruce                                     | Com ella mateixa     | |
| 2002 | The Trail of the Painted Ponies               | Narradora            | |
| 2005 | Passion & Poetry: The Ballad of Sam Peckinpah | Com ella mateixa     | |
| 2007 | Do You Sleep in the Nude?                     | Com ella mateixa     | |
| 2009 | Split Estate                                  | Com ella mateixa     | |

- Va aparèixer dues vegades al The Oprah Winfrey Show, (1990 i 2011).